# Arnobius den äldre
Arnobius den äldre, lärare i vältalighet i Sicca i Numidien omkring år 300. Han blev genom en drömsyn omvänd till kristendomen och skrev sju böcker för att bevisa uppriktigheten i omvändelsen. Dessa böcker har varit viktiga för kännedomen om den grekiska och romerska mytologin.